# Payssous
Payssous település Franciaországban, Haute-Garonne megyében. Lakosainak száma 81 fő (2022. január 1.). Payssous Cabanac-Cazaux, Izaut-de-l’Hôtel, Malvezie, Régades és Sauveterre-de-Comminges községekkel határos.

## Népesség
A település népességének változása:
| Lakosok száma | 156  | 108  | 88   | 90   | 88   | 90   | 90   | 88   | 86   | 81   |
|               | 1968 | 1982 | 1990 | 2006 | 2013 | 2015 | 2017 | 2019 | 2020 | 2022 |